# Pierre Pijart
Pour les articles homonymes, voir Pijart.
Pierre Pijart, né le 17 mai 1608 à Paris et mort le 26 mai 1676 à Dieppe, est un missionnaire jésuite et explorateur français.

## Biographie
Fils de Claude Pijart et de Geneviève Charon, il suit son frère aîné Claude et intègre la Compagnie de Jésus le 16 septembre 1629. Après ses études, il enseigne à Paris, Caen et La Flèche (1634-1635) puis décide de partir pour le Canada (1635). A Québec le 10 juillet 1635, il rejoint la Huronie en compagnie de François Le Mercier où il restera durant neuf années. En 1640, il effectue un périple chez les Tionontati (Pétuns). 
Missionnaire à Sainte-Marie en 1642, malade, il exerce son ministère à Trois-Rivières à partir de 1644 et à Québec en 1647 puis de nouveau à Trois-Rivières (1648). Il est procureur (trésorier) de la mission huronne jusqu’à son départ pour la France le 23 août 1650.
Il meurt à Dieppe le 26 mai 1676.

## Hommages
Un lac, un ruisseau et une rivière du Québec, ont été nommés en son honneur.